# Rio dei Scorzeri

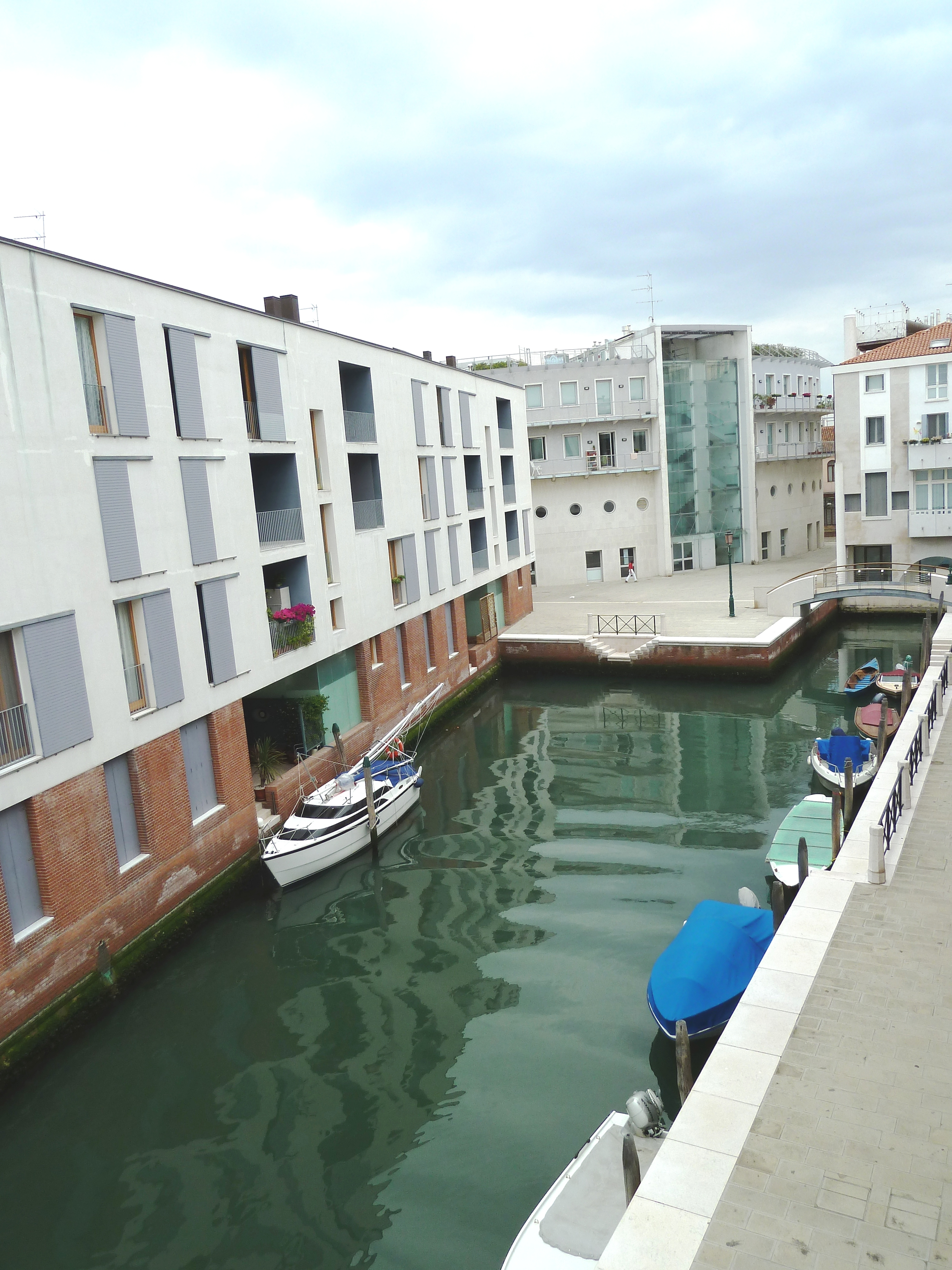
Le rio et ponte dei Scorzeri

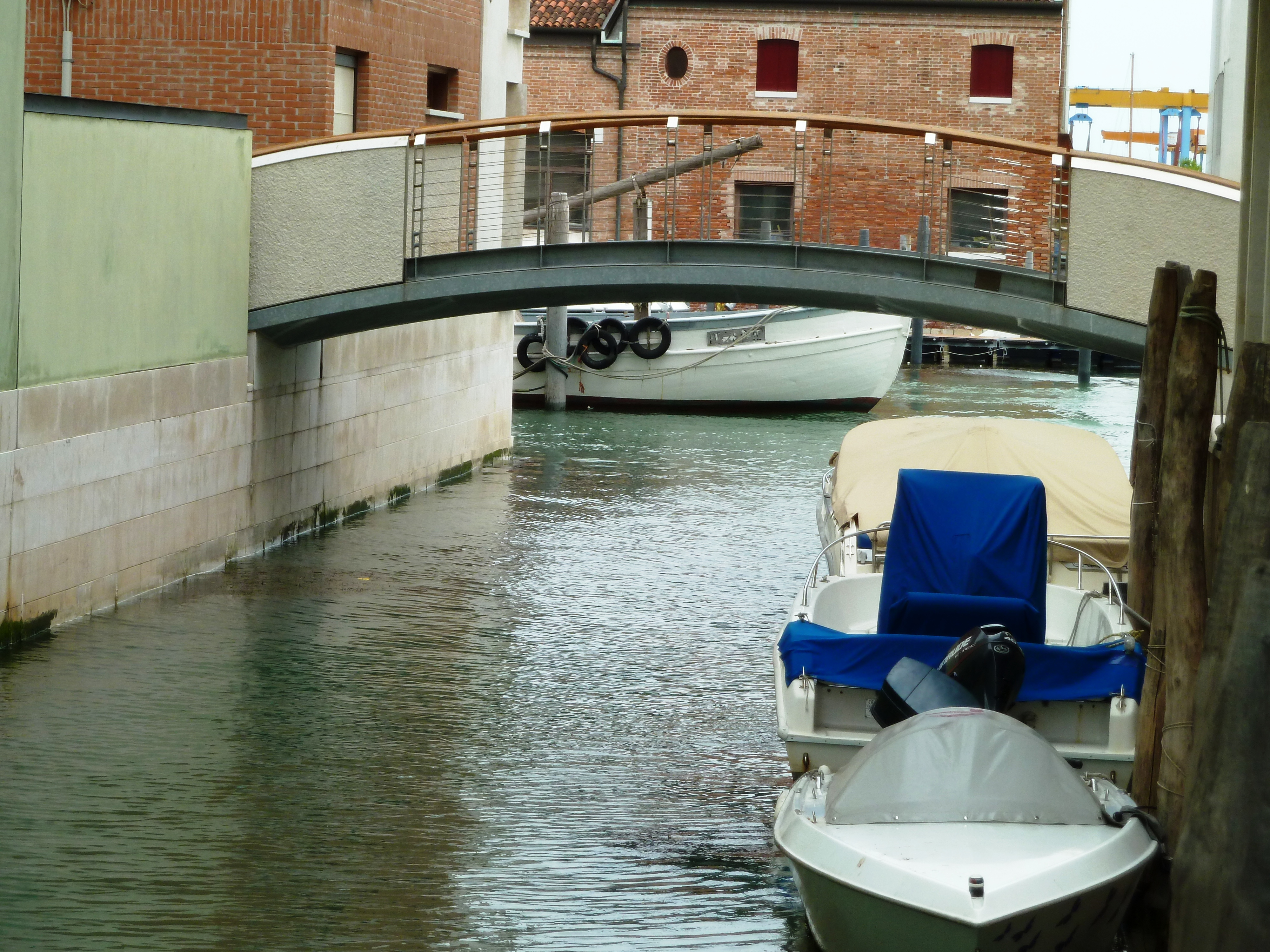
Le ponte Bolzeri et l'embouchure sur le Rio del Ponte Lungo

Le rio dei Scorzeri (canale (de l'art) des tanneurs) est un canal de Venise dans l'île de Giudecca dans le sestiere de Dorsoduro.

## Description
Le rio dei Scorzeri a une longueur d'environ 125 mètres formant un angle droit. C'est un canal donnant sur le rio del Ponte Lungo à l'est et sur la lagune au sud de Giudecca au sud. Ce rio a été constitué récemment ensemble avec le nouveau petit quartier qu'il enferme.
Le rio dei Scorzeri sépare la petite île Scorzeri au sud-est de l'île Junghans, tandis qu'à l'est du Rio del Ponte Lungo se trouve l'île Redentore, faisant partie des îles de la Giudecca.

## Les scorzeri et les conzacurami (ou curameri)
L'art des scorzeri, institué en 1271, réunissait les artisans qui écorchaient et tannaient les peaux et le cuir (conza curame). Toutes les tanneries (scortegarie) se concentraient dans l'île de Giudecca (Zueca) où elles furent relégués depuis 1271 à cause de l'odeur nauséabonde exhalée pendant le travail.
En 1773 la statistique comptait 2 garçons, 48 ouvriers, 200 capimaestri;  31 scortegarie.
L'art avait un local commercial près du marché de Rialto, dans la calle del Fontego del curame, et un local de dévotion près de l'église Sant'Agostin pour les conzacurami, et près de l'église Sant'Eufemia (Giudecca) pour les scorzeri.
En 1519, le Chapitre approuve la constitution d'un fonds pour les dépenses des médecins, pour l'acquisition de médicaments et autres. La souscription coûte un sou pour chaque peau de cuir. En 1690, le Chapitre rejette la proposition d'assigner un ducat par semaine aux capimaestri et un demi aux ouvriers malades : il payera au premier un demi ducat, aux autres une lire et onze soldi.
En 1806, la schola est supprimée par les décrets napoléoniens.

## Ponts
Ce canal est traversé par deux ponts:
- Ponte Bolzeri
- Ponte Scorzeri